# Дерев'яга Євген Васильович
Євген Васильович Дерев'яга (* 17 квітня 1949, Миколаїв) — український футболіст, дитячий тренер та футбольний функціонер, перший футболіст, який забив 100 м'ячів у чемпіонатах УРСР, його ім'ям названо символічний клуб бомбардирів. Майстер спорту з 1969.

## Клубна кар'єра
Першими тренерами гравця були Павло Іванович Худояш та Іван Гнатович Личко. В 1967 на запрошення тренера Абрама Давидовича Лермана Євген Дерев'яга почав грати за «Суднобудівник» Миколаїв, де згодом став улюбленцем і кумиром місцевих вболівальників. Багато років був відданий рідному клубу і рідному місту, відмовлявся переходити до більш іменитих клубів. 26 вересня 1979 у матчі з київським СКА став першим з форвардів, який забив 100 м'ячів у чемпіонатах УРСР (друга ліга), завдяки чому його ім'ям було названо символічний клуб бомбардирів. Після останнього 54-го чемпіонату СРСР до клубу «Євгена Дерев'яги» входило 19 гравців.

## Досягнення
Найкращий бомбардир Суднобудівника за сезон — 1971, 1973, 1975, 1976, 1977, 1978, 1979. Найкращий бомбардир Суднобудівника в чемпіонатах УРСР — 124 голи (всього за кар'єру забив 175 м'ячів). У 1975 був включений до списку «22 найкращих футболістів України» під № 1 на позиції «лівий крайній нападник». Бронзовий призер чемпіонату УРСР — 1973. Півфіналіст кубка СРСР — 1969. Найкращий бомбардир української зони другої ліги СРСР — 1975, 1979 рр. Срібний призер чемпіонату УРСР — 1971. Також успішно грав за збірну команду УРСР — протягом трьох сезонів забив 4 м'ячі. Зіграв 343 матчі в чемпіонаті СРСР.

## Тренерська кар'єра
По завершенню кар'єри гравця закінчив Миколаївський педагогічний інститут, після чого працював дитячим тренером в ДЮСШ «Суднобудівник» Миколаїв. В 1980, 1981, 1987–1992 — начальник команди «Суднобудівник» Миколаїв («Евіс» Миколаїв). Коли за станом здоров'я не зміг продовжити тренерську кар'єру, перейшов на роботу делегатом змагань в Миколаївській обласній федерації футболу. Інспектує матчі чемпіонату Миколаївської області з футболу.

## Статистика
| Сезон | Команда             | Ліга | Ігри | Голи |
| ----- | ------------------- | ---- | ---- | ---- |
| 1967  | «Суднобудівник»     | D2   | 25   | 7    |
| 1968  | «Суднобудівник»     | D2   | 34   | 2    |
| 1969  | «Суднобудівник»     | D2   | 33   | 9    |
| 1970  | «Суднобудівник»     | D3   | 39   | 4    |
| 1971  | «Суднобудівник»     | D3   | 49   | 20   |
| 1972  | «Чорноморець»       | D1   | 22   | 3    |
| 1972  | «Суднобудівник»     | D3   |      | 2    |
| 1973  | «Суднобудівник»     | D3   |      | 9    |
| 1974  | «Зірка» (Тирасполь) | D3   |      | 3    |
| 1975  | «Суднобудівник»     | D3   |      | 14   |
| 1976  | «Суднобудівник»     | D3   | 32   | 13   |
| 1977  | «Суднобудівник»     | D3   | 26   | 9    |
| 1978  | «Суднобудівник»     | D3   | 41   | 15   |
| 1979  | «Суднобудівник»     | D3   | 46   | 20   |